# 라로통가 조약

비핵무기지대
핵무기 보유국
핵무기 공유
핵확산방지조약만 준수

라로통가 조약을 승인하고 발효 중인 국가

라로통가 조약(Treaty of Rarotonga) 또는 남태평양비핵지대조약(South Pacific Nuclear Free Zone Treaty)은 남태평양의 비핵무기지대의 형식을 갖춘 조약이다. 이 조약은 이 지역의 경계 내에서 핵무기의 사용, 실험, 소유를 금지한다.
오스트레일리아, 쿡 제도, 피지, 키리바시, 나우루, 뉴질랜드, 니우에, 파푸아뉴기니, 사모아, 솔로몬 제도, 통가, 투발루, 바누아투 등 남태평양 국가들이 1985년 8월 6일 쿡 제도의 수도가 위치한 라로통가섬에서 서명하였으며 1986년 12월 11일 효력에 들어가 지금에 이른다.
마셜 제도, 미크로네시아 연방, 팔라우는 이 조약에 속해있지 않는다.